# Atletica leggera ai Giochi della X Olimpiade - Getto del peso
La competizione del getto del peso di atletica leggera ai Giochi della X Olimpiade si tenne il 31 luglio 1932 al Memorial Coliseum di Los Angeles.

## L'eccellenza mondiale
| Campione olimpico 1928  | 15,87        | John Kuck       | Rit. 1929    |
| Miglior europeo         | 16,04 (1931) | František Douda | Presente     |
| Primatista mondiale     | 16,07        | Herman Brix     | 5° ai Trials |
| Vincitore selezioni USA | 16,07 =      | Leo Sexton      | Presente     |

1. ↑  Stabilito il 28 maggio.
2. ↑  Stabilito il 17 giugno.

Ai Trials americani Leo Sexton eguaglia il record del mondo stabilito poche settimane prima dal connazionale Brix. Quest'ultimo invece arriva solo quinto e deve dire addio ai sogni olimpici.
Il più accreditato rivale degli americani è il cecoslovacco Douda, ex primatista mondiale (16,04 nel 1931).

## Turno eliminatorio
I 15 lanciatori iscritti sono ammessi direttamente alla finale.

## Finale
Parte subito bene il terzo atleta degli USA, Rothert che lancia a 15,67. Douda gli arriva vicino con 15,61. All'ultimo lancio Sexton spiazza tutti facendo atterrare la palla di ferro esattamente sopra la linea dei 16 metri, cogliendo, con la vittoria, anche il nuovo record olimpico.
| Pos.    | Atleta                | Età | Nazione        | Misura | Lanci  | Lanci  | Lanci  | Lanci  | Lanci  | Lanci  |
| Pos.    | Atleta                | Età | Nazione        | Misura | 1°     | 2°     | 3°     | 4°     | 5°     | 6°     |
| ------- | --------------------- | --- | -------------- | ------ | ------ | ------ | ------ | ------ | ------ | ------ |
| Oro     | Leo Sexton            | 22  | Stati Uniti    | 16,005 | 15,600 | 15,560 | 15,720 | 15,940 | 15,480 | 16,005 |
| Argento | Harlow Rothert        | 24  | Stati Uniti    | 15,675 | 15,670 | 15,675 | 15,430 | 14,990 | N      | N      |
| Bronzo  | František Douda       | 23  | Cecoslovacchia | 15,610 | 15,610 | 15,240 | 14,490 | 15,050 | 15,220 | 15,330 |
| 4       | Emil Hirschfeld       | 28  | Germania       | 15,560 | 15,210 | 15,360 | 15,020 | 15,380 | 15,540 | 15,560 |
| 5       | Nelson Gray           | 21  | Stati Uniti    | 15,460 | 15,460 | 14,900 | 14,840 | 13,740 | N      | N      |
| 6       | Hans-Heinrich Sievert | 22  | Germania       | 15,070 | 13,870 | 14,990 | 14,750 | 15,070 | N      | N      |
| 7       | Zygmunt Heljasz       | 23  | Polonia        | 14,800 | 13,800 | 14,800 | 14,490 |        |        |        |
| 8       | József Darányi        | 26  | Ungheria       | 14,680 | 14,580 | 14,680 | 14,670 |        |        |        |
| 9       | Kalle Järvinen        | 29  | Finlandia      | 14,630 | 13,800 | 14,630 | 13,910 |        |        |        |
| 10      | Jules Noël            | 29  | Francia        | 14,530 | 14,370 | 13,910 | 14,530 |        |        |        |
| 11      | Harry Hart            | 26  | Sudafrica      | 14,470 | 14,470 | N      | 14,220 |        |        |        |
| 12      | Clément Duhour        | 20  | Francia        | 13,960 | N      | 12,310 | 13,960 |        |        |        |
| 13      | Paul Winter           | 26  | Francia        | 13,140 | 12,570 | 12,600 | 13,140 |        |        |        |
| 14      | Pedro Elsa            | 30  | Argentina      | 11,770 | 11,770 | N      | 11,210 |        |        |        |
| -       | Antônio Lira          | 22  | Brasile        | NM     | N      | N      | N      |        |        |        |